# Dhaulana
 (février 2025).
Si vous disposez d'ouvrages ou d'articles de référence ou si vous connaissez des sites web de qualité traitant du thème abordé ici, merci de compléter l'article en donnant les références utiles à sa vérifiabilité et en les liant à la section « Notes et références ».
Dhaulana (hindî : धौलाना ) est un village agricole et centre de Tehsil Dhaulana situé près de la capitale nationale de l' Inde et à la limite de l'État Uttar Pradesh. Il se trouve entre deux grandes villes de l'Inde, Ghaziabad et Noida. C'est aussi le tehsil du district de Hapur qui s'étend sur les 91 villages de la région. Il se trouve sur la route de la Massouri à la Goulaothi. Il couvre une superficie de 35 km2 où vit une population de quelque 40 000 personnes. La distance entre le siège du département, Panchsheel Nagar, et Le Dhaulana est de 25 km seulement. Il est bien desservi par voies ferrées.
Lors du recensement de 2011, la population de Dhaulana s'établissait à 2 833 habitants.

## Histoire
Selon la légende locale, ce village a été fondé il y a 1 500 ans par un homme qui s'appelait Shri Dhaul Singh et a été nommé d'après lui. En 1780, il a été pillé par les Sikhs. En 1857, ce village devenait une scène de  théâtre de la première guerre d'Indépendance de l'Inde, dans laquelle les 14 hommes locaux ont perdu la vie. Leurs corps ont été enterrés (l'enterrement de corps en religions Hindou était interdit) par les officiels anglais avec les 14 chiens, seulement pour donner un message de menace aux gens locaux.

## Écoles
- Nav Uday Public School - Elle se trouve sur la route Masuri-Gulaothi. Et elle est affiliée au Conseil d'administration centrale de l'enseignement secondaire, Inde. Elle a une  bonne réputation parmi les gens du village Dhaulana.

- Maharana Pratap College - Elle a aussi une école de région Dhaulana . Elle se trouve devant l'obélisque de Martyres .

## ONG de la région
- SUNDESH (Sustainable Development Society) est une ONG importante de cette région. Elle est dirigée par M. Pradip Burman. Ses activités sont multiples : soins de santé, éducation et autres activités socio-économiques.

- VPM (Vyavastha Parivartan Manch) est une autre ONG importante de cette région. Elle est dirigée par M.Rahul Gahlot. Le domaine principal de cette ONG est la lutte contre  la corruption en s'appuyant sur la loi RTI- 2005.

## Économie du Dhaulana
L'économie du Dhaulana est principalement agricole. Les principales cultures sont le blé, le riz et la canne à sucre. Grâce à sa proximité avec les grandes villes comme Noida et Ghaziabad, les jeunes y trouvent un emploi. Malgré cette proximité, le Dhaulana n'atteint pas le taux de croissance satisfaisant à cause de ses hommes politiques[réf. nécessaire]. Au début de XVIIIe siècle, le Dhaulana était parmi les villes indiennes les plus prospères du point de vue économique. À cette époque, la culture de Niil était très populaire dans ce quartier à cause de loi qui a été faite par les Britanniques dans laquelle la culture de Niil est nécessaire pour chaque fermier.

### Grandes entreprises près du village Dhaulana
- National Thermal Power Plant, Dadri.
- Coca Cola Bottling Plant, Dhaulana.
- Reliance Dadri Power Plant(La Centrale Proposée), Dhaulana.
- Rathi Steel Plant, Dhaulana.
- Nice Poultry Feed Plant, Dhaulana.